# Bokspringen

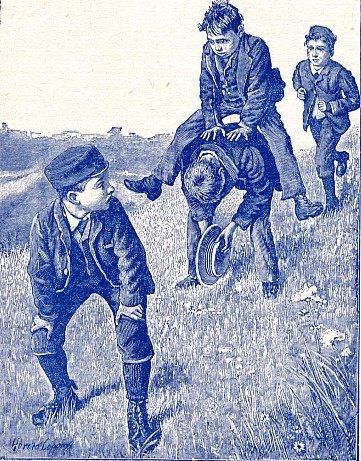
Bokspringende kinderen

Bokspringen, ook wel bekend als haasje-over, is een internationaal bekend kinderspel dat eruit bestaat dat kinderen over elkaars gebogen rug ("bok") heen springen.
Vaak wordt het spel door een groep kinderen buiten gespeeld, die in een rijtje gebukt staan. Een voor een springen de kinderen over de rug van degenen voor hen. De springer zet zijn handen op de rug van een ander en springt er wijdbeens overheen. De achterste in de rij begint zijn sprongen wanneer de vorige springer ver genoeg van hem vandaan is. Is de springer over het laatste kind in de rij gesprongen, dan gaat hij zelf voorovergebogen staan en is de nieuwe voorste in de rij. Soms draait het kind een kwartslag zodat hij "dwars" staat.
Bij het turnen wordt een toestel gebruikt, de bok geheten, dat op soortgelijke wijze werkt als de gebogen rug van een kind. Het springen over deze bok wordt ook bokspringen genoemd. Dit onderdeel wordt vooral in schoolgymnastiek beoefend.

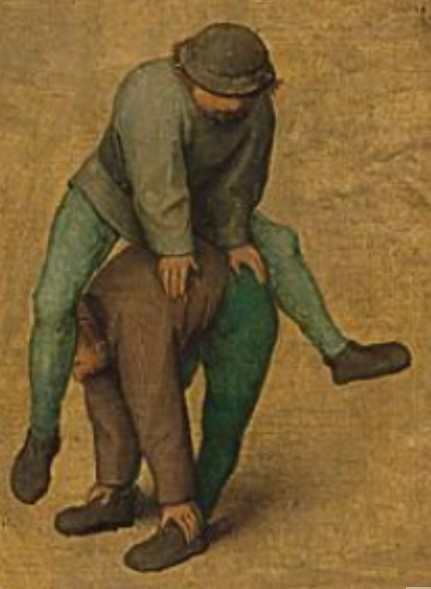
Detail op een schilderij van Pieter Bruegel de Oude (1560)
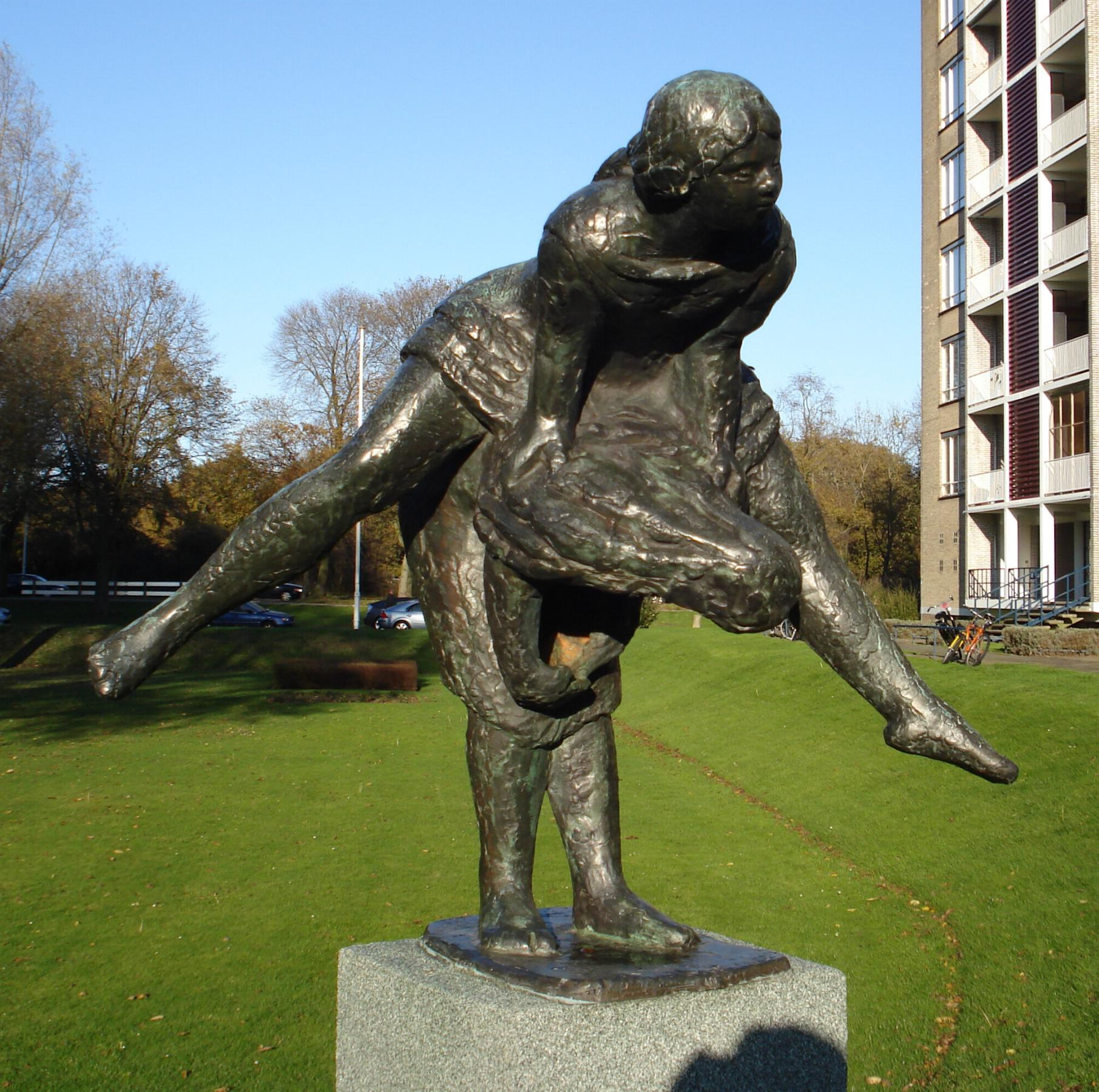
Beeld van Nic Jonk in Den Haag (1956)
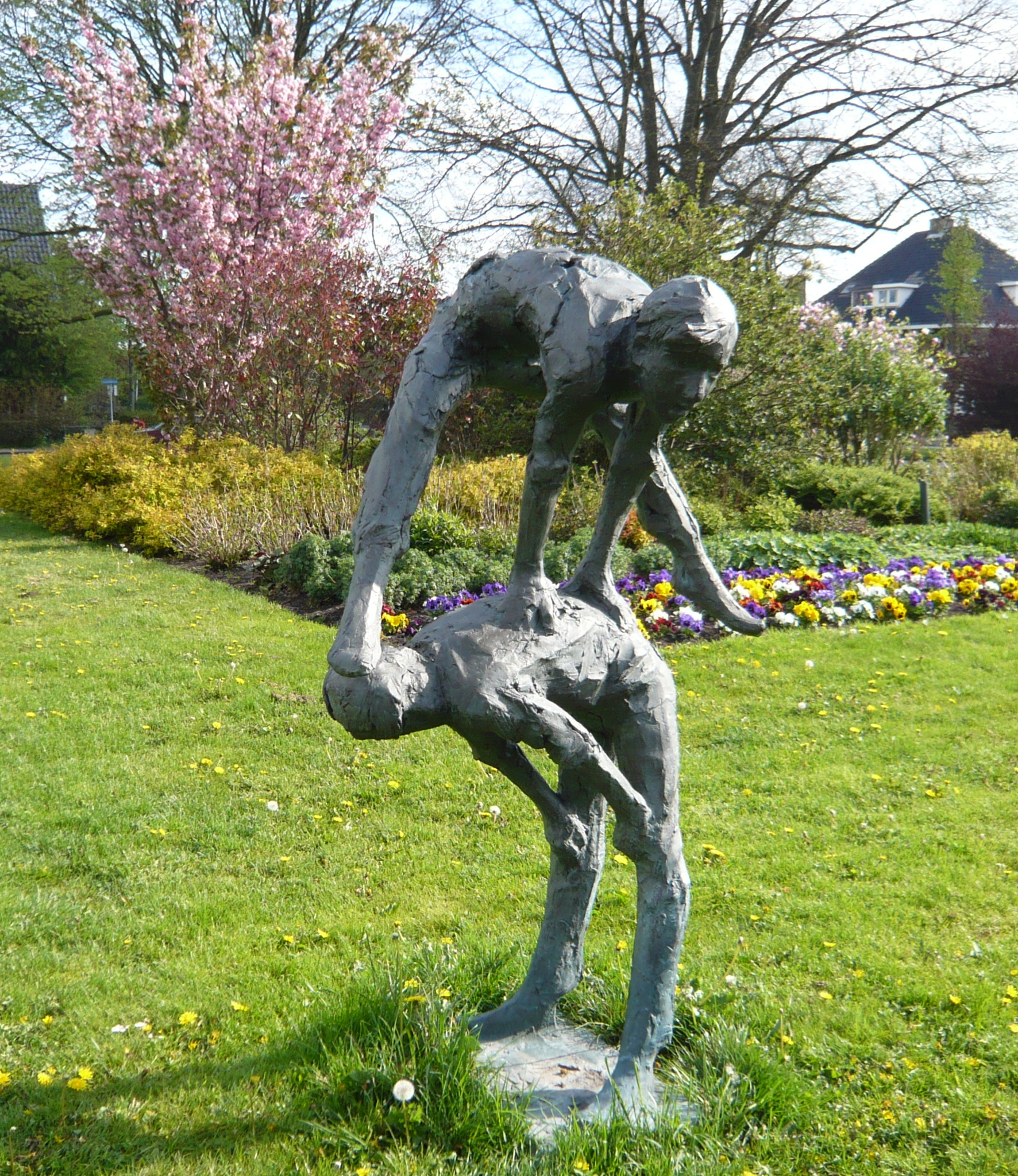
Beeld van Kees Verkade in Heemstede (1968)